# Sphaerocera
Sphaerocera är ett släkte av tvåvingar. Sphaerocera ingår i familjen hoppflugor.

## Dottertaxa tillSphaerocera, i alfabetisk ordning[1][2]
- Sphaerocera amphora
- Sphaerocera analis
- Sphaerocera arcuata
- Sphaerocera asiatica
- Sphaerocera bimaculata
- Sphaerocera breviradiata
- Sphaerocera chimborazo
- Sphaerocera crenatus
- Sphaerocera curvipes
- Sphaerocera dissecta
- Sphaerocera dura
- Sphaerocera ecuadoria
- Sphaerocera elegans
- Sphaerocera elephantis
- Sphaerocera endrodyi
- Sphaerocera flava
- Sphaerocera flaviceps
- Sphaerocera flavicoxa
- Sphaerocera flavimana
- Sphaerocera garambaensis
- Sphaerocera ghanensis
- Sphaerocera guttula
- Sphaerocera hallux
- Sphaerocera infuscatus
- Sphaerocera janssensi
- Sphaerocera jeanneli
- Sphaerocera kanongensis
- Sphaerocera kifaruensis
- Sphaerocera kivuensis
- Sphaerocera kovacsi
- Sphaerocera lepida
- Sphaerocera levicastilli
- Sphaerocera longipes
- Sphaerocera monilis
- Sphaerocera moyoensis
- Sphaerocera musiphila
- Sphaerocera obscurus
- Sphaerocera pallipes
- Sphaerocera pseudomonilis
- Sphaerocera ruandana
- Sphaerocera rutshuruensis
- Sphaerocera shannoni
- Sphaerocera simia
- Sphaerocera similiter
- Sphaerocera temboensis
- Sphaerocera tertia
- Sphaerocera trapezina
- Sphaerocera tuberculosa
- Sphaerocera upembaensis
- Sphaerocera vanschuytbroecki
- Sphaerocera wittei
- Sphaerocera xiphosternum